# Desinfektor

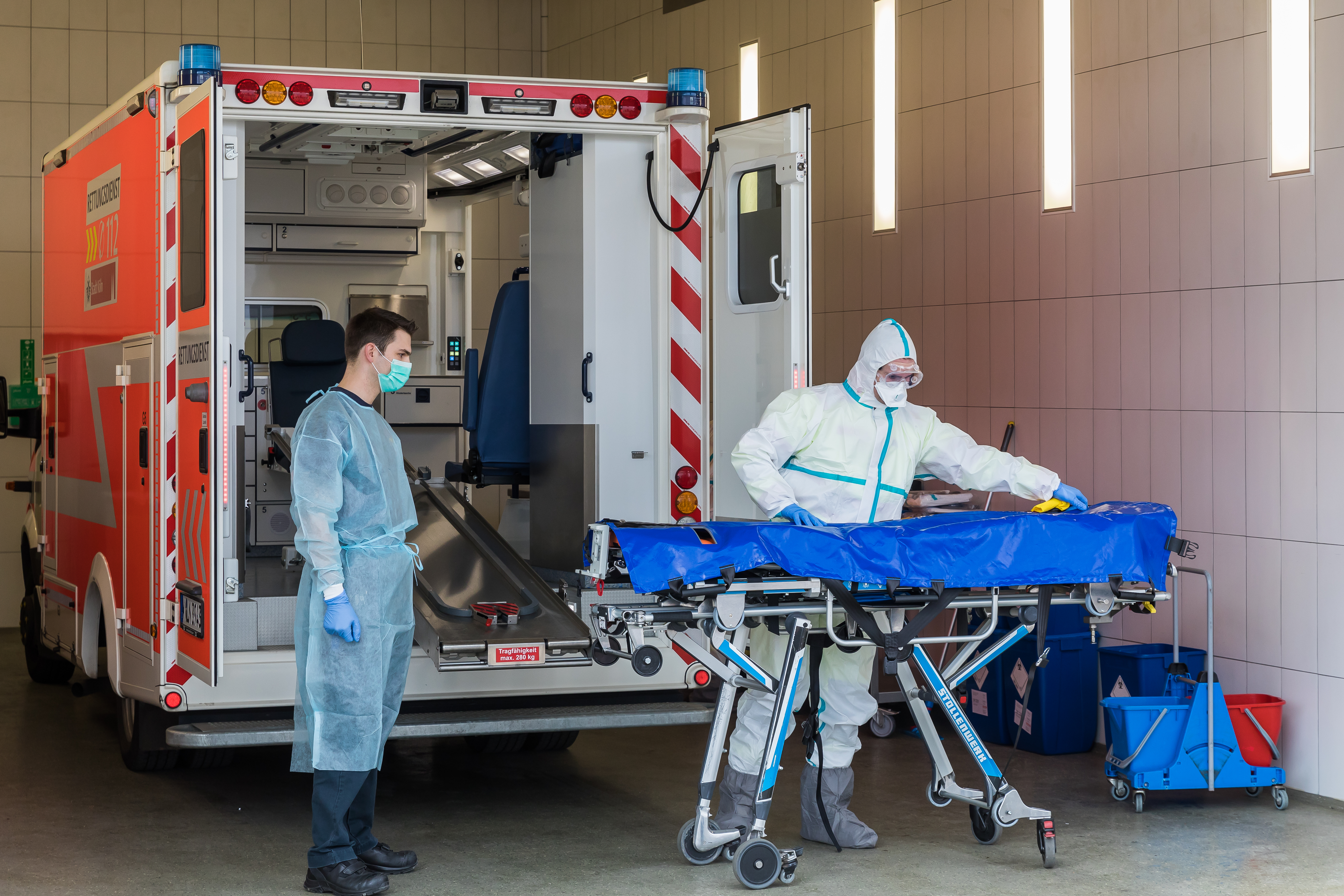
Ein Desinfektor der Feuerwehr Köln überwacht die Desinfektion eines Rettungswagens

Der Desinfektor ist hauptsächlich in Krankenhäusern, Gemeinschaftseinrichtungen (z. B. KiTas, Altenheime, Kreuzfahrtschiffe) sowie auf Anordnung des Gesundheitsamts, wo „Gegenstände mit meldepflichtigen Krankheitserregern behaftet sind“ (§ 17, Infektionsschutzgesetz, IfSG), mit der Ausführung von Desinfektions- und Entwesungsmaßnahmen beschäftigt. Dazu kann er selbständig oder bei einem Reinigungs- oder Schädlingsbekämpferunternehmen oder im Krankenhaus oder bei der Feuerwehr angestellt sein.
Desinfektoren werden in Berlin (280 Stunden), NRW (130 UE), Hessen (136 UE) und Schleswig-Holstein (130 UE) durch einen vier Wochen andauernden Lehrgang an einer staatlich anerkannten Ausbildungsstelle ausgebildet. In allen vier Bundesländern endet die Ausbildung mit einer staatlichen Prüfung. In Berlin sowie Hessen wird die Erlaubnis zum Führen der Berufsbezeichnung als Desinfektor mittels Urkunde und in Schleswig-Holstein durch ein Zeugnis der/die „staatlich anerkannte/r Desinfektor/in“ verliehen. In einigen weiteren Bundesländern wird der Lehrgang an Rettungsdienstschulen oder privaten Leistungsträgern zu „Desinfektoren / Geprüfte Desinfektoren“ ausgebildet, sind aber bei gleichen Inhalten als gleichwertig anerkannt. Vorzugsweise besitzen die Teilnehmer bereits eine Berufsausbildung im Gesundheitsbereich (z. B. Rettungsassistent/in, Krankenpfleger/in), allerdings ist weder diese, noch überhaupt eine Berufsausbildung Zugangsvoraussetzung, aber empfehlenswert. Folglich beschreibt die ‚Empfehlung‘ des Robert Koch-Instituts (RKI) zur ‚Personellen und organisatorischen Voraussetzung zur Prävention von Krankenhausinfektionen‘ anstelle von Desinfektoren die fundierter ausgebildeten Hygienefachkräfte sowie Hygienebeauftragte Ärzte und Krankenhaushygieniker.

## Kenntnisse und Fähigkeiten
Desinfektoren sollten in der Lage sein, exakt konzentrierte Desinfektionsmittellösungen anzusetzen (z. B. 3%ige Lösung), um die Anzahl der Erreger von z. B. HIV, Hepatitis, Malaria, Trypanosomen, Gelbfieber nicht nur zu verringern (und damit resistente Keime zu züchten), sondern wirksam zu bekämpfen (Infektionsschutz). Außerdem sollte er sich, seine Angestellten, Umstehende und die Umwelt auch vor den schädlichen Eigenschaften der Desinfektionsmittel schützen können (Gefahrstoffschutz).
Dazu besitzt er Kenntnisse über die wichtigsten Infektionskrankheiten, insbesondere ihre Infektionswege (z. B. Luft, Hände, Flächen, Tiere, Lebensmittel), Kontagiosität und Infektiosität (Ansteckungsfähigkeit) und kennt die Wirkspektren und gefährlichen Eigenschaften der Desinfektionsmittel-Wirkstoffgruppen (z. B. Alkohole, quartäre Ammoniumverbindungen (Quats), Aldehyde, Peroxide). Er ist zudem mit den gängigen Desinfektionsverfahren vertraut, kennt epidemiologische Zusammenhänge und die rechtlichen Grundlagen, auf denen das Gebiet der Hygiene aufbaut, z. B. welche rechtlichen Vorgaben sich aus
- dem Infektionsschutzgesetz (IfSG),
- der Biostoffverordnung und der Gefahrstoffverordnung (insbes. zur Gefährdungsbeurteilung),
- den Technischen Regeln für Gefahrstoffe für Gefahrstoffe (z. B. TRGS 525: Gefahrstoffe in Einrichtungen der medizinischen Versorgung, TRGS 400: Gefährdungsbeurteilung für Tätigkeiten mit Gefahrstoffen, TRGS 401: Gefährdung durch Hautkontakt, TRGS 402: Tätigkeiten mit Gefahrstoffen – Inhalative Exposition, TRGS 512: Begasungen, TRGS 900: Arbeitsplatzgrenzwerte) und
- den Technischen Regeln für Biologische Arbeitsstoffe (z. B. TRBA 200: Fachkunde, TRBA 400: Gefährdungsbeurteilung, TRBA 500: Grundlegende Maßnahmen bei Tätigkeiten mit biologischen Arbeitsstoffen) und dem ABAS-Beschluss 610: Schutzmaßnahmen für Tätigkeiten bei der Versorgung von Patienten […] mit hochpathogenen Krankheitserregern, sowie
- Normen, wie z. B. die Chemikalienschutzhandschuhnormen DIN/EN 374 und 16523,

für seine Tätigkeit ergeben.
Außerdem kennt er sich in der Abfallentsorgung von infiziertem Material und Desinfektionsmittelresten, der Kennzeichnung und Aufbewahrung aus.
Beispielsweise darf die vor Beginn der Arbeiten notwendige Gefährdungsbeurteilung (gemäß § 5, Abs. 3, Arbeitsschutzgesetz) nur „fachkundig“ durchgeführt werden, d. h. hinsichtlich der Mikroorganismen nur, wenn der Desinfektor mindestens eine geeignete Berufsausbildung und eine zeitnahe einschlägige berufliche Tätigkeit nachweisen kann (§ 2, Abs. 11, in Verbindung mit § 4, Abs. 1, Biostoffverordnung) sowie hinsichtlich der Desinfektionsmittel und anderer Gefahrstoffe nur, wenn er über eine entsprechende Berufsausbildung, Berufserfahrung oder eine zeitnah ausgeübte entsprechende berufliche Tätigkeit sowie Teilnahme an spezifischen Fortbildungsmaßnahmen im Gefahrstoffbereich verfügt (§ 2, Abs. 16, in Verbindung mit § 6, Abs. 11, Gefahrstoffverordnung).
Einen Eindruck über die notwendigen Kenntnisse über die Krankheitserreger liefert die Datenbank des Robert Koch-Instituts (RKI) und die Biostoffdatenbank des Gefahrstoffinformationssystems (GESTIS).

## Tätigkeitsfelder
Typische Tätigkeitsfelder für Desinfektoren sind:
• Durchführung angeordneter Desinfektionen
• Durchführung/Anleitung von Schlussdesinfektionen
• Durchführung/Anleitung von Desinfektionsarbeiten außerhalb des Hygieneplanes
• Überwachung der Hygienestandards (Hygieneplan)
• Beratung im Bereich Hygiene und Desinfektionsarbeiten
• Qualitätssicherung in der Hygiene
• Einweisung von Mitarbeitern, Praktikanten etc. auf Hygieneplan
• Zuarbeit zum Hygienemanagement
• Unterstützung bei der Erstellung des Hygieneplanes
• Anpassen von Rahmenhygienepläne